# Le Pré Catelan
Pour les articles homonymes, voir Pré Catelan.
Le Pré Catelan est un restaurant actuellement propriété de l'entreprise Lenôtre, situé au cœur du bois de Boulogne dans le 16e arrondissement de Paris.

## Histoire
L'origine du nom de « Pré Catelan » vient du capitaine des chasses de Louis XIV, Théophile Catelan. Mais une légende attribue aussi cette origine à un troubadour nommé Arnault Catelan, qui y aurait perdu la vie, alors qu’il apportait des présents à Philippe le Bel, de la part de Béatrice de Savoie,.
C'était autrefois un simple pré ; on y extrayait les pierres qui servaient à paver les allées du bois de Boulogne. Après la fermeture des carrières il devint un parc d’attraction où l'on venait boire du lait frais dans la laiterie, écouter des concerts, faire des promenades à vélocipède en 1868 et 1869 ou des tours de manège. L'activité du parc prit fin avec la guerre de 1870 et les affrontements de la Commune.
En 1905 l’architecte Guillaume Tronchet se voit confier par la Ville de Paris la construction d’un casino-restaurant de luxe au Pré Catelan. Il s’inspire des folies du XVIIIe siècle pour ce bâtiment en longueur, enchâssé dans le bois de Boulogne.
Avec l'ajournement du projet de casino la ville cède la concession au propriétaire du restaurant Chez Paillard, qui avait également réalisé la construction aux Champs-Élysées du pavillon Paillard (l'actuel Pavillon Élysée-Lenôtre). Le restaurant Le Pré Catelan est repris en 1908 par un autre restaurateur parisien, Léopold Mourier, propriétaire notamment du Fouquet’s, qui en fera l’un des endroits les plus courus de Paris.
À la mort de Mourier en 1923, Charles Drouant, le propriétaire du restaurant de la place Gaillon, reprend l’ensemble de ces établissements. Il va alors porter la cuisine et le service du restaurant à un haut niveau gastronomique.
En 1976 Le Pré Catelan est cédé à Colette et Gaston Lenôtre, qui vont investir dans les travaux de rénovation. Tout le bâtiment doit être remis en état, y compris les façades et les jardins. Des cuisines vastes et fonctionnelles sont aménagées pour le restaurant Lenôtre, car il est prévu qu'il soit ouvert toute l’année.
Le restaurant gastronomique du bois de Boulogne trouve sa place parmi les meilleures tables parisiennes. En 2007 c’est avec le chef Frédéric Anton que le restaurant obtient 3 étoiles au guide Michelin.
Depuis 2011 Le Pré Catelan fait partie des lieux et marques de prestige de Sodexo.

## Les salons duPré Catelan
Au cœur du bois de Boulogne et à proximité des Champs-Élysées se dessine Le Pré Catelan, un pavillon style Napoléon III.
Ses 12 salons de réceptions baignés de lumière, dont l'architecture évoque la Belle Époque, et leurs terrasses ou jardins sont exclusivement dédiés à des événements privés et professionnels.
- Salon d'Honneur
- Salon Trianon
- Salon Empire
- Salon Louis XVI
- Salon Versailles
- Salon Catelan
- Salon Lenôtre
- Salon Caravelle
- Salon Marie-Antoinette
- Salon Médicis
- Salon Roqueplan
- Salon Eugénie

## Le restaurant duPré Catelan

### Le restaurant
L'architecte Pierre Yves Rochon signe un concept moderne, en symbiose avec la nature qui l'entoure, en conservant l’élégance du lieu. L'idée de Pierre Yves Rochon : se trouver dans un endroit prodigieux, au grand air, dans le calme du bois de Boulogne ; y goûter à la cuisine d’un grand chef, tout en savourant l’architecture du lieu.
Vert, noir, blanc et argent sont les couleurs dominantes : le vert pour le clin d’œil à la verdure extérieure, le noir, le blanc, l’argent en alternance pour souligner les espaces, mettre en valeur les détails, pilastres, bas-reliefs. Le mobilier s’harmonise ou s'oppose à l’architecture du bâtiment, classique et moderne, se mettant respectivement en valeur. Les fauteuils, consoles et tables de finition chromée, inox ou miroir, participent avec les décors blancs et beiges à faire entrer la lumière dans le lieu, accentuant ainsi cette impression de pureté et de légèreté.
La carte des vins est conçue par Olivier Poussier, meilleur sommelier du monde en 2000.

### Le chef Frédéric Anton
Le chef du restaurant est Frédéric Anton ; il a notamment côtoyé Gérard Veissière, Robert Bardot, Gérard Boyer et Joël Robuchon.
Dès 1999 le restaurant est récompensé d’une 2e étoile au Guide Michelin.
L'année suivante Frédéric Anton obtient le titre de meilleur ouvrier de France.
En 2007 c’est la consécration avec l’obtention de la 3e étoile au guide.
Il a ensuite rejoint le cercle des cinq toques Gault Millau en 2015.

## Photographies

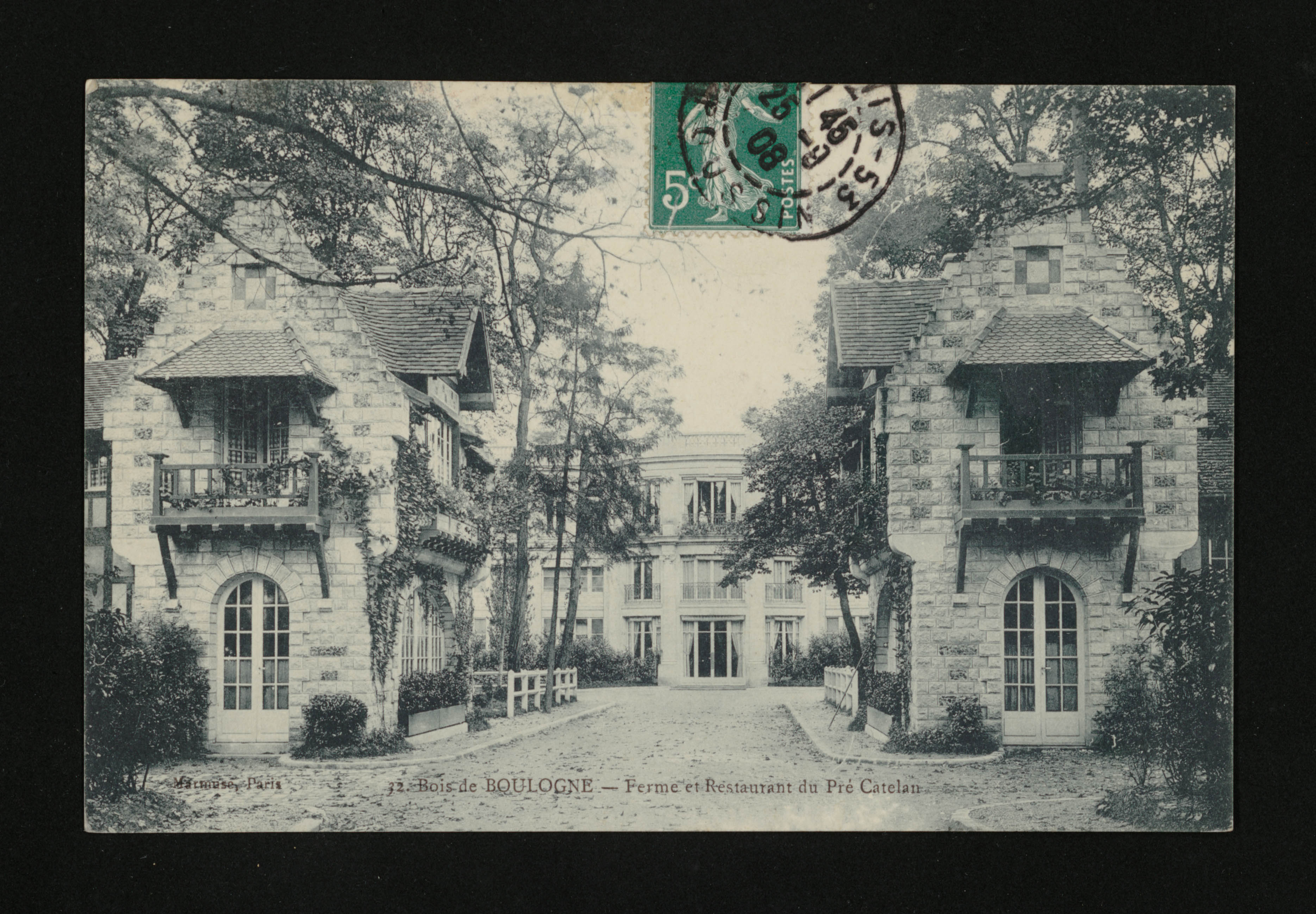
Entrée sur une photographie ancienne.
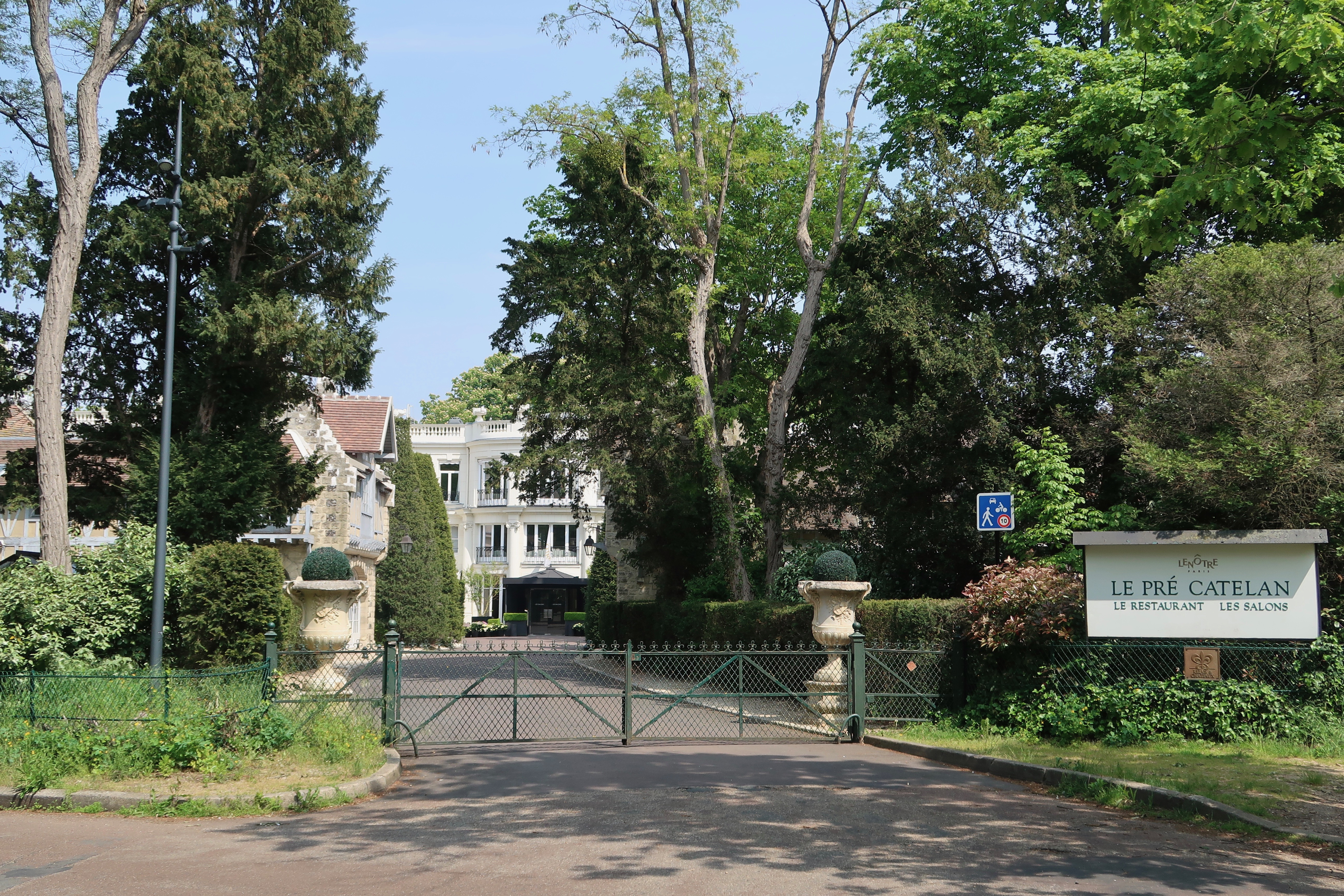
Entrée de nos jours.
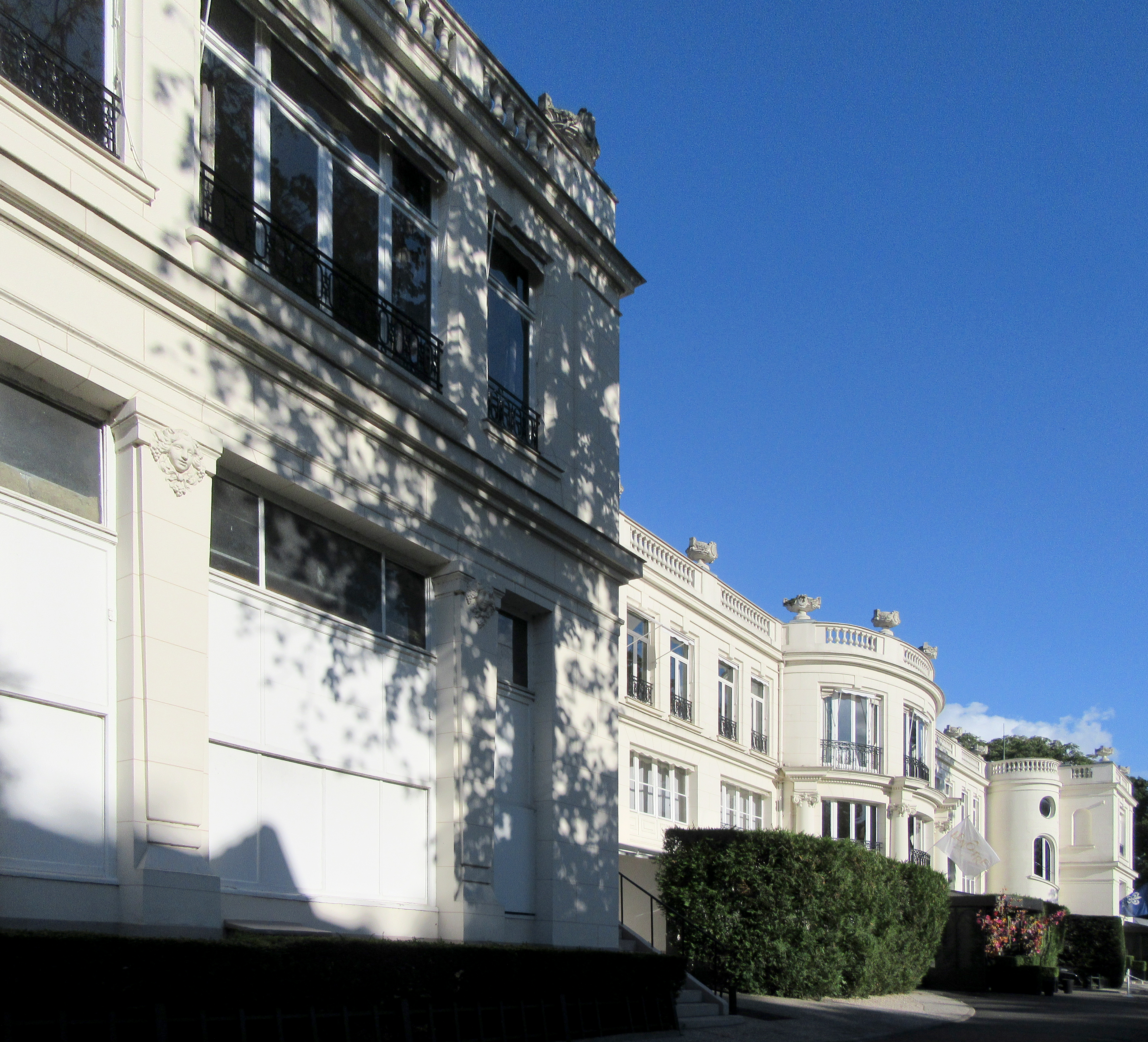
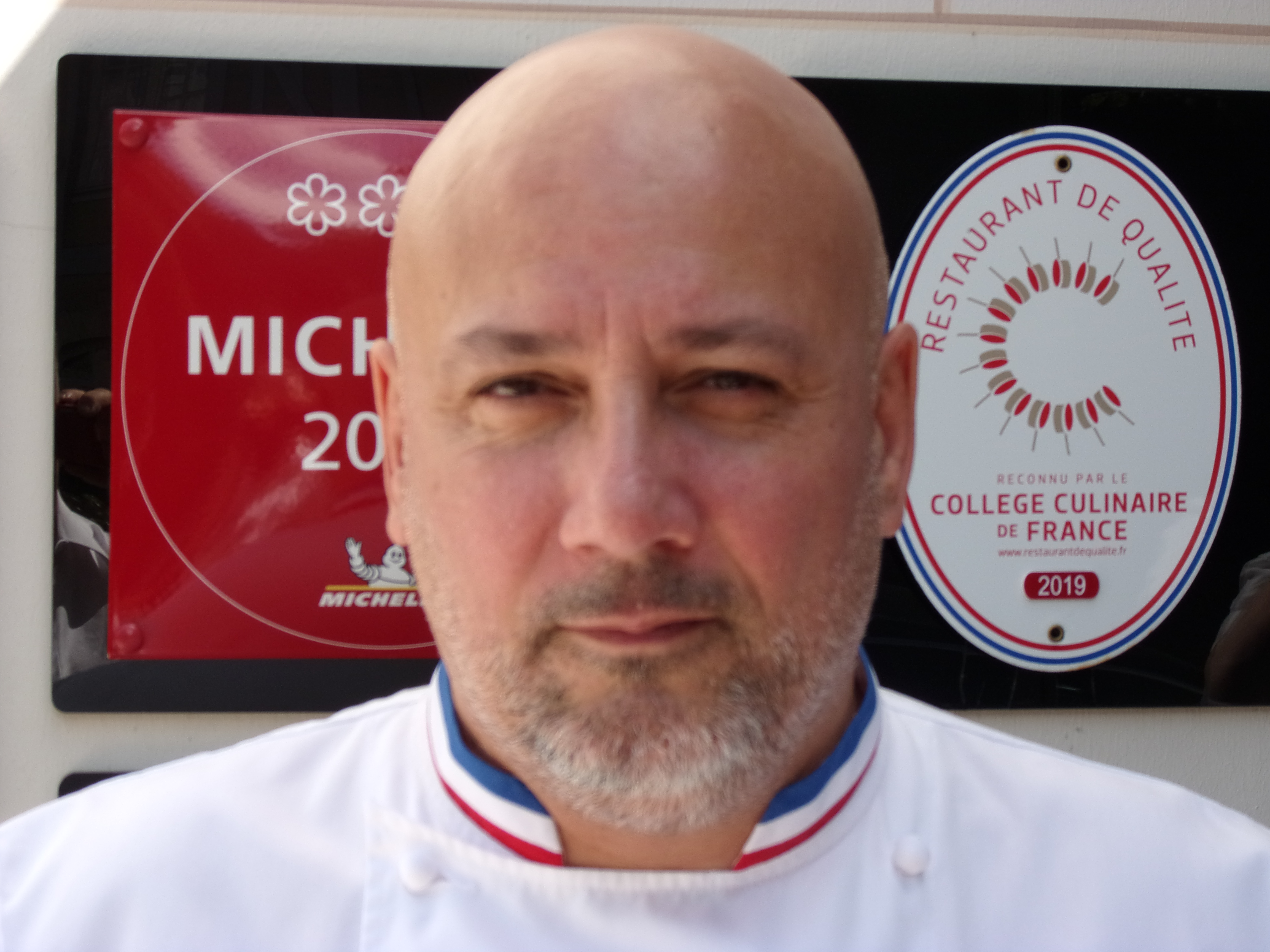
Frédéric Anton (2019).